# Saint-Quentin-de-Chalais
Saint-Quentin-de-Chalais é uma comuna francesa na região administrativa da Nova Aquitânia, no departamento de Charente. Estende-se por uma área de 12,38 km². Em 2010 a comuna tinha 258 habitantes (densidade: 20,8 hab./km²).